# Rances (Francia)
Rances è un comune francese di 40 abitanti situato nel dipartimento dell'Aube nella regione del Grand Est.

## Evoluzione demografica
Abitanti censiti